# ダイナマイト亜美
ダイナマイト 亜美（ダイナマイト あみ、9月28日 - ）は、日本の女性声優。名前は「ダイナマイト♡亜美」「ダイナマイト☆亜美」とも表記される。南ピル子名義でも活動している。アダルトゲームを中心に活動する。

## 人物
小学生〜中学生の時期には将来の夢として“漫画家になって自作品をアニメ化、声優をやって主題歌を作って歌う”などを挙げていた。その後漫画家としてデビューできたがアニメ化は難しく、ゲーム会社に入れば自分が好きなことができると考え、カプコンに入社した。その後ヒューネックスへ移り、アニメーションが入るゲーム作品に携わった時に國府田マリ子の収録を見て憧れ、会社のそばにある青二塾の養成所に入って1年間勉強した。
芸名はかねてより親交のあった大波こなみが付けたもので、気に入ってずっと使っている。
過去に収録が大変だった作品として、『SEXFRIEND 〜セックスフレンド〜』の早瀬美奈役を挙げている。メインヒロインで出演場面が多く、台本が段ボール数箱分になり家へ持って帰れなかったため、台本をスタジオに置きっ放しにして、ほぼ練習無しのぶっつけ本番でキャラを作らずに素で収録したという。
趣味は競馬。

## 出演
太字はメインキャラクター。

### OVA（全年齢）
- モエかん THE ANIMATION（2003年、実相寺冬葉）

### アダルトアニメ
時期不明
- ぬれぬれ姉妹相姦（小西由理恵）
- 天使物語（あいどるすとーりー）（西村久美）
- へんたい病院物語（香川良美）
- 背徳の調教生活（百合香）
- 痴漢通学路（飯島早紀）
- どきどき近親相姦（飯島早紀）

2001年
- Pure Mail（奈川碧）

2002年
- 月陽炎（有馬鈴香）

2004年
- SEXFRIEND 〜セックスフレンド〜（早瀬美奈）

2005年
- MAID iN HEAVEN SuperS（なぎさ）
- TRUE BLUE（神崎葵）

### 一般向ゲーム
- ふりむけば隣に（2001年、星野恵）
- モエかん（2003年、実相寺冬葉）※DC版
- モエかん〜萌えっ娘島へようこそ〜（2004年、実相寺冬葉）
- エターナル・エチュード Canvas4（2011年、鷺ノ宮藍）

### アダルトゲーム
1997年
- 魔女狩りの夜に（アンジェ）
- 官能教習（青山 萌香）
- くすり指の教科書2（南方弥子）
- 教育実習（林原みどり）

1999年
- 怪奇!ドリル男の恐怖（結女）
- 尾行〜夜の帰り道〜
- Renegade（ジュディス、サラサ）
- Labrum〜優しい傷〜（明神さらい）

2000年
- DEEP/ZERO（飯田瞳）
- Pure Mail / 外伝（2000年 - 2001年、奈川碧） - 2作品
- Once more Again（悠木柚）
- One Way Love〜ミントちゃん物語〜（ミント）
- 真・瑠璃色の雪〜ふりむけば隣に〜（星野恵）
- TWIN WAY 一瞬の時の中で…（北小路美希）

2001年
- 幻燐の姫将軍（ティナ・パリエ、エスカーナ）
- 月陽炎（有馬鈴香）
- VIPER-M5（みーな）

2002年
- 月陽炎 -千秋恋歌-（有馬鈴香）
- ボンデージ・ゲーム〜深窓の隷嬢達〜（村田幸江）
- 背徳者の小夜曲（藤沢智美）
- 娘3動物園（琴宮りら、梅沢埋子）
- アルフレッド学園魔物大隊（大鳥千里）
- 戦女神2 〜失われし記憶への鎮魂歌〜（シュリ、エウシュリーちゃん）
- TRUE BLUE（神崎葵）
- プライベートガーデン3（北山花梨）
- 特別授業2（源明日香）
- けがれた英雄 〜邪淫聖女狩〜（チェルシー・チェルト）
- エルフィーナ〜淫夜へと売られた王国で…〜（アン）
- エーベンブルグの風（カトリーヌ＝ルグラン）
- Ethos〜天使の降る場所〜（如月麻奈、北川久美子）

2003年
- SEXFRIEND 〜セックスフレンド〜（早瀬美奈）
- 夏神楽（ナツ、一姫、二葉）
- ANGELS BLUE（北条美姫）
- シスターコントラスト!（海野かもめ）
- 幻燐の姫将軍2 〜導かれし魂の系譜〜（ティナ・パリエ、エスカーナ、エウシュリーちゃん）
- 片翼の天使（高瀬舞）
- モエかん / モエカす（2003年 - 2004年、実相寺冬葉） - 2作品
- ジェネ〜試験管の中の少女達〜（アプリコット）
- レベルジャスティス（冥将シアシア）
- 英才狂育（樹若葉）
- ECLIPSE〜絶対隷奴計画・喪失少女〜（モナカ）

2004年
- 空帝戦騎〜黄昏に沈む楔〜（エウシュリーちゃん）
- CARNIVAL（九条理紗）
- 巣作りドラゴン（ラル・グレー、焔夜、長髪の女、軍人、小説家、冒険者D）
- 花園の娘（御巫まりえ）
- 人工少女2（B型、AB型）
- 学園投肛写真〜変態性癖の目覚め…〜（里中純）
- ナース肉体改造カルテ〜変態媚肉奴隷開発病棟〜（沢田友美）
- 若妻温泉ぱらだいす☆（フローラ）

2005年
- 女教師 君島美沙（君島美沙）
- Innocent Blue（桜木香苗）
- MAID iN HEAVEN SuperS（なぎさ）
- 特務捜査官レイ&風子〜受精街の家畜調教〜（泉風子）
- 冥色の隷姫 〜緩やかに廃滅する青珊瑚の森〜（睡魔ピクテース、エウシュリーちゃん）
- 鬼神楽（ナツ）
- 天神楽（ナツ）
- 姉☆孕みっくす2（羽柴瑠璃）
- KISS×400 懐かしき日々の連続（八神笛美）
- 隣り妻（早川 裕美）
  - 隣り妻ミニファンディスク Feautring 早川裕美・国津府涼子（早川裕美）

- 淫乱人妻アパート（長堀美奈）
- 南国ドミニオン（大谷奈菜）

2006年
- 峰深き瀬にたゆたう唄（エウシュリーちゃん）
- かけた月は戻らない（姫路沙羅）
- ZeBRa〜虜囚の館〜（藍澤くるみ）
- 麗姫奴隷闘技（エレナ・ルクレール）
- グリンスヴァールの森の中 〜成長する学園〜（ベル、美里、ノーエ、学園生 他）
- SEXFRIEND DVD 〜セックスフレンド〜（早瀬美奈）
- ふたご姉〜姉×2とのエッチな関係〜（沢渡撫子）

2007年
- 十二人の女教師 RE-INNOVATION 陰 / 散（古淵早百合） - 2作品
- 夏めろ（電話の声）

2008年
- 戦女神ZERO（リア、エウシュリーちゃん）
- 乳忍者レボリューション〜彼女たちを調教せよ〜（螢火 / 水野晶）
- 処女狩〜オトメガリ〜（及川亜沙香）
- カラフル!!〜colorful!!〜（水無瀬琴華）
- 恥辱皇宮〜穢された王族〜（ジュディア・アルクベルド）

2009年
- 姫狩りダンジョンマイスター（エウシュリーちゃん）
- 魔法少女えれな〜肉姦淫獄の果てに〜（本城かれん）
- お母さんがいっぱい！（北条美代子）
- はじめてどうし〜バカップルでいこう!〜（雨宮月夜）
- 僕が私になった理由〜女装計画〜（鈴村紗英）
- DAISOUNAN（大江美冬）
- 愛妻日記（2009年 - 2011年、能美早苗） - 2作品

2010年
- 戦女神VERITA（シュリ・レイツェン、エウシュリーちゃん）
- Re:Seven 〜僕が君に出来るコト〜（弓削菊乃）
- 優しい図書館 第一巻「カイカン」（和泉円）
- 憧れのお母さん（水無月久美子）
- 妻交換〜あいつのワイフと俺の嫁〜（新井田芽衣）
- 催眠コスプレ広場（向井はるな）

2011年
- 処女と魔王とタクティクス（2011年 - 2012年、リリー・ファルケン） - 2作品
- 神採りアルケミーマイスター（ミレーヌ・プロア）
- アクロウム・エチュード Canvas4（鷺ノ宮藍）

2012年
- 青空と雲と彼女の恋（舞原瑞穂）

2013年
- 堕天の記憶〜業〜（新倉愛穂）

2014年
- 超催眠術学園（六本木桜）
- 天秤のLa DEA。戦女神MEMORIA（シュリ・レイツェン、エウシュリーちゃん）

2015年
- 神のラプソディ（エウシュリーちゃん）

2017年
- 天結いキャッスルマイスター（エウシュリーちゃん）

2020年
- 神楽黎明記 〜ナツの章〜（ナツ）

2023年
- 神楽黎明記 〜ナツの章〜 弐（ナツ）

### ドラマCD
時期不明
- 声優ジサクジエン 卑語無修正 淫声ドラマ 痴女の宴Vol.1 - 4（シナリオと出演）

2002年
- ドラマCD 月陽炎 VOL.1 - 5（有馬鈴香）

2003年
- モエかん ドラマCD モエおと（実相寺冬葉）
- 「モエかん」＆「WIND」コラボレーション ドラマCD（実相寺冬葉）

2004年
- モエかん ドラマCD「萌えッ娘島メイド日記」（実相寺冬葉）

## ディスコグラフィ

### その他参加楽曲
| 発売日         | 商品名                             | 歌                | 楽曲 | 備考                                                    |
| -------------- | ---------------------------------- | ----------------- | --- | ------------------------------------------------------- |
| 1997年7月31日  | 「くすり指の教科書2」ゲームCD-ROM  | 南方弥子          | 「くすり指の約束 -弥子バージョン-」 「くすり指の約束 -南方弥子スペシャルバージョン-」                       | PCゲーム『くすり指の教科書2』イメージソング             |
| 2001年10月19日 | メイドさんベスト!!                 | 南ピル子          | 「メイドさんRock'n Roll」                                                                                   | PCゲーム『MAID iN HEAVEN 〜愛という名の欲望〜』主題歌   |
| 2001年10月19日 | メイドさんベスト!!                 | 南ピル子          | 「メイドさんパラパラ」 「メイドさんBlues」 「メイドさんパヤパヤ」 「メイドさんブギー」 「メイドさんレゲエ」 |                                                         |
| 2003年8月20日  | SEXFRIEND/CODEPINK                 | ダイナマイト♡亜美 | 「セックスフレンドビートパンク」                                                                            | PCゲーム『SEXFRIEND 〜セックスフレンド〜』主題歌        |
| 2003年8月20日  | SEXFRIEND/CODEPINK                 | ダイナマイト♡亜美 | 「so-new-start」                                                                                            | PCゲーム『SEXFRIEND〜セックスフレンド〜』イメージソング |
| 2005年8月10日  | MAID iN HEAVEN SuperS（GMCP-1009） | 南ピル子          | 「メイドさんグルーヴィ スーパーリミックス」                                                                 | PCゲーム『MAID iN HEAVEN SuperS』主題歌                 |
| 2005年8月10日  | MAID iN HEAVEN SuperS（GMCP-1009） | 南ピル子          | 「バナナとキュウリの歌」                                                                                    | PCゲーム『MAID iN HEAVEN SuperS』エンディング曲         |
| 2012年12月28日 | メイドさんベスト2! MADSONGS        | ダイナマイト☆亜美 | 「メイドさんボンジュール」 「しあわせのじゅもん」 「メイドさんクエスト」 「メイドさんラブ&ピース」          |                                                         |

## その他

### ダウンロード写真集
- ダイナマイト亜美写真集 はだいろ（2004年12月2日）